# Olof Lavesson

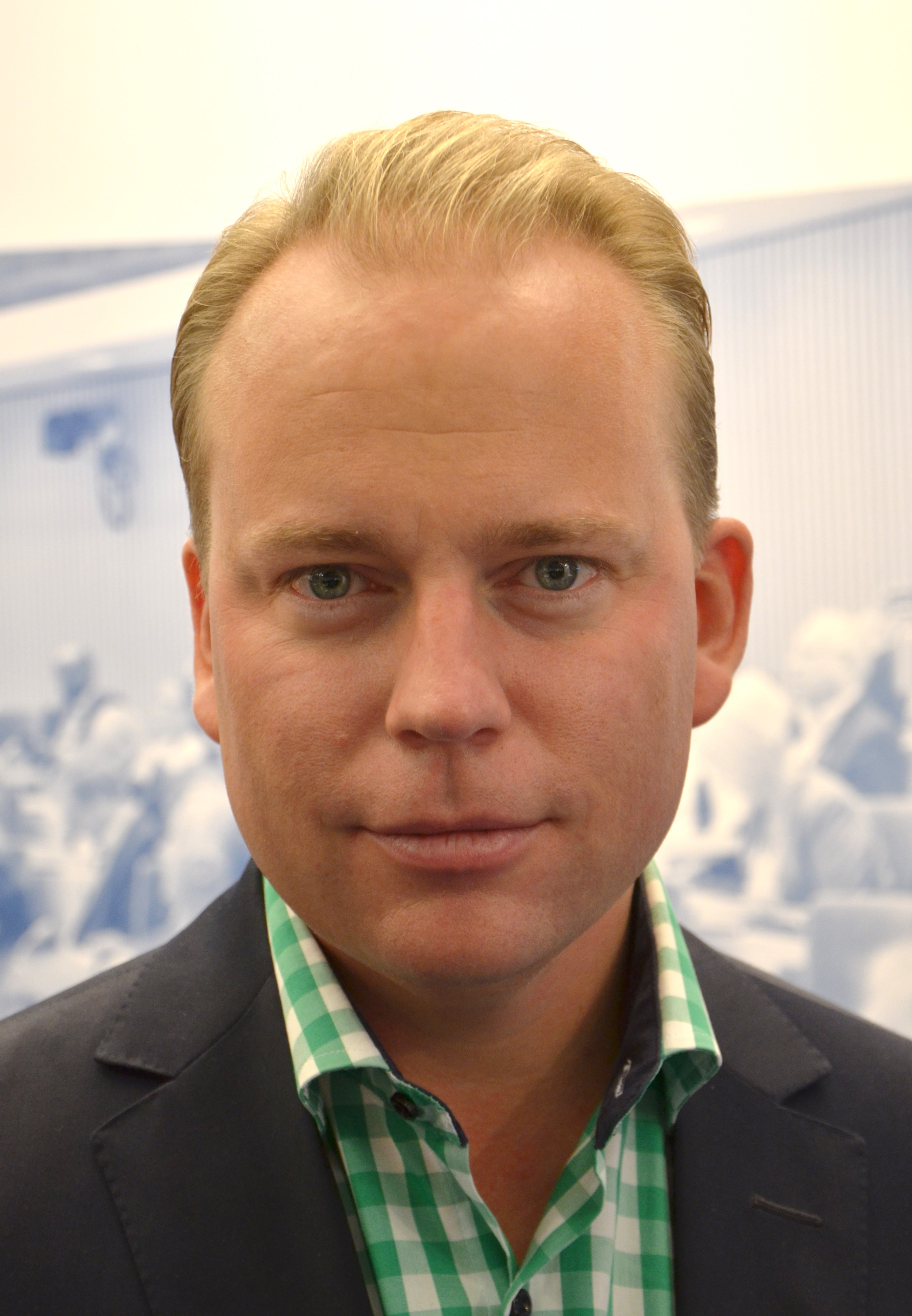
Olof Lavesson (2013)

Olof Lavesson, sinh năm 1976, là một chính khách người Thụy Điển của Đảng Vừa phải. Ông là thành viên của Riksdag từ năm 2006 đến 2018. Ông là người đồng tính công khai.